# Barbosa, Brasilien
Barbosa är en ort i Brasilien.   Den ligger i kommunen Barbosa och delstaten São Paulo, i den södra delen av landet, 600 km söder om huvudstaden Brasília. Barbosa ligger 397 meter över havet och antalet invånare är 6 593.
Terrängen runt Barbosa är platt. Runt Barbosa är det ganska glesbefolkat, med 35 invånare per kvadratkilometer.. Det finns inga andra samhällen i närheten.
Trakten runt Barbosa består i huvudsak av gräsmarker.